# Benesse
Benesse Corporation (ベネッセコーポレーション, Benesse Kōporēshon) est une entreprise japonaise basée à Okayama. Benesse est une entreprise du secteur de l'éducation. Elle possède notamment Berlitz, spécialisé dans l'apprentissage des langues étrangères.

## Histoire
Elle est fondée en 1955 sous le nom Fukutake Publishing. Elle change de nom en 1995.
Elle commence son acquisition de Berlitz en 1993 et possède celle-ci à 100 % à partir de 2001.
Benesse dirige la création et l'exploitation d'un site d'art, Benesse Art Site Naoshima (ベネッセアートサイト直島, Benesse āto saito Naoshima) sur l'île de Naoshima dans la mer intérieure de Seto depuis la fin des années 1980. D'autres sites ont depuis été développés sur différentes iles, notamment à Teshima, et depuis 2010 se tient dans la région la triennale de Setouchi.